# Linxia (prefektura autonomiczna)
Linxia (chiń. 夏回族自治州; pinyin: Línxià Huízú Zìzhìzhōu) – prefektura autonomiczna mniejszości etnicznej Hui w Chinach, w prowincji Gansu. Siedzibą prefektury jest Linxia. W 1999 roku liczyła 1 853 806 mieszkańców.

## Podział administracyjny
Prefektura autonomiczna Linxia podzielona jest na:
- miasto: Linxia,
- 5 powiatów: Linxia, Kangle, Yongjing, Guanghe, Hezheng,
- 2 powiaty autonomiczne: Dongxiang, Jishishan.